# バスケット・ケース
「バスケット・ケース」（Basket Case）は、アメリカのロックバンド、グリーン・デイの楽曲。アルバム『ドゥーキー』からシングル・カットされ、モダンロックトラックスチャートで5週連続1位を記録した。
作詞はビリー・ジョー・アームストロング、作曲はグリーン・デイ。

## 概要
イントロはビリー・ジョー・アームストロングの弾き語りで始まり、1コーラス目の終わりの部分からトレ・クールによるドラムとマイク・ダーントによるベースが加わったバンドサウンドで演奏される。
タイトルは両手両足を切断されたという意味を指しており、歌詞も「不安との闘いで何も出来ない人間」をテーマにしている。制作当時、ビリーはパニック障害を患っており、後に彼は「自分の身に何が起きているのかを知るためにできる唯一のことと言えば、この曲を書くことだった」と回想している。
ミュージック・ビデオが作成され、『インターナショナル・スーパーヒッツ・ビデオ!』 DVDで視聴できる。
また、バンドのコンピレーション・アルバム『インターナショナル・スーパーヒッツ!』に収録されており、バンドのライブ・アルバム『ブレット・イン・ア・バイブル』には、2005年に行われたライブでの演奏が収録されている。
2番の歌詞に「whore」（娼婦）が登場するが、代名詞が「She」（彼女）ではなく「He」（彼）になっており、ジョーク気味ではあるが特定の関係を匂わせるものとなっている。
またこの曲はライブにおいては会場のファンも一緒に歌うことが慣例となっている。